# Vincenzo Carafa (cardinal)
Pour les articles homonymes, voir Carafa.
Pour les autres membres de la famille, voir Famille Carafa.
Vincenzo Carafa, aussi connu comme Gianvincenzo Carafa, (né en 1477 à Naples, alors capitale du royaume de Naples et mort dans la même ville le 28 août 1541) est un cardinal italien du XVIe siècle.
Membre de la puissante famille napolitaine des Carafa, il est un demi-neveu du cardinal Oliviero Carafa (1467). Autres cardinaux de sa famille sont Filippo Carafa della Serra (1378), Gian Pietro Carafa (1536), le futur pape Paul IV, Carlo Carafa (1555), Diomede Carafa (1555), Alfonso Carafa (1557), Antonio Carafa (1568), Decio Carafa (1611), Pier Luigi Carafa (1645), Carlo Carafa della Spina (1664), Fortunato Ilario Carafa della Spina (1686), Pierluigi Carafa (1728), Francesco Carafa della Spina di Traetto (1773), Marino Carafa di Belvedere (1801) et Domenico Carafa della Spina di Traetto (1844).

## Biographie
(octobre 2021).
Si vous disposez d'ouvrages ou d'articles de référence ou si vous connaissez des sites web de qualité traitant du thème abordé ici, merci de compléter l'article en donnant les références utiles à sa vérifiabilité et en les liant à la section « Notes et références ».
Vincenzo Carafa est chanoine-diacre à Naples et abbé commendataire de S. Giovanni in Lamis. Il est nommé évêque de Rimini en 1497 et promu à l'archidiocèse de Naples en 1504. Il refuse le gouvernement de l'archidiocèse au profit de son frère, Francesco Carafa en 1536. Il participa au Ve concile du Latran de 1512 à 1517. Il est nommé gouverneur de Rome en 1521.
Le pape Clément VII le crée cardinal lors du consistoire du 21 novembre 1527. Le cardinal Carafa est administrateur apostolique du diocèse d'Anglona de 1528 à 1536, du diocèse d'Anagni de 1534 à 1541 et du diocèse d'Acerra de 1535 à 1539. Le cardinal Carafa participe au conclave de 1534, lors duquel Paul III est élu pape.